# Золотарёв, Василий Ефимович
Василий Ефимович Золотарёв (1914 — 1970) — советский хозяйственный, государственный и политический деятель, Герой Социалистического Труда.

## Биография
Родился в 1914 году в селе Малая Джалга в русской крестьянской семье.
С 1930 года — на хозяйственной, общественной и политической работе. В 1930—1962 гг. — помощник чабана, чабан, старший чабан племенного овцеводческого совхоза «Советское руно» Министерства совхозов СССР в Ипатовском районе Ставропольского края.
Участник Великой Отечественной войны.
Указом Президиума Верховного Совета СССР от 22 октября 1949 года присвоено звание Героя Социалистического Труда с вручением ордена Ленина и золотой медали «Серп и Молот».
Избирался депутатом Верховного Совета СССР 5-го созыва.
Умер в 1970 году.